# Stephanie Alcantar
Stephanie Alcantar (Chicago, 10 de abril de 1990) es una escritora, poeta y ensayista mexicano-estadounidense.

## Biografía
Nacida en Chicago, radicó la mayor parte de sus primeros años en Durango. Obtuvo una licenciatura en matemáticas aplicadas por la Universidad Juárez del Estado de Durango (UJED). Posteriormente realizó una maestría en literatura en lenguas romances y un doctorado en literatura, ambos por la Universidad de Cincinnati.
Fue becaria del Programa de Estímulo a la Creación y al Desarrollo Artística (PECDA) en el área de poesía. En 2015 publicó su primer poemario Coreografía del miedo, en el cual traza una historia que se escribe y se borra casi simultáneamente, que se tacha y se rearma conforme la memoria da paso a recontar lo menos doloroso para sobrevivir. Ha dado platicas de poesía en España y Portugal.

### Premios y reconocimientos
En 2008 fue ganadora del Premio Estatal de Poesía Olga Arias. Un años más tarde recibió el Premio Estatal de la Juventud 2009.

## Publicaciones seleccionadas

### Poesía
- Alcántar, Stephanie (2015). Coreografía del miedo (Primeraición edición). México, D.F: Consejo Nacional para la Cultura y las Artes, Dirección General de Publicaciones. ISBN 9786078423989.